# 7. јун
7. јун (7.6.) је 158. дан године по грегоријанском календару (159. у преступној години). До краја године има још 207 дана.

## Догађаји
- 1099 — Крсташи Првог крсташког похода почињу са опсадом Јерусалима.
- 1494 — Португалски краљ Жоао II и шпански краљ Фердинанд II Арагонски су потписали споразум из Тордесиљаса о подели Новог света.* 1523 — Након победе над Данцима, Густав Васа проглашен, као Густав I, краљем Шведске. Тиме је укинута Калмарска унија формирана 1397. између Шведске, Данске и Норвешке.
- 1861 — У америчком граду Њу Орлеансу изведена прва представа стриптиза.
- 1862 — САД и Велика Британија потписале споразум о сузбијању трговине робљем.
- 1896 — Прва биоскопска представа у Београду. Види Историја филма
- 1905 — Норвешки парламент (Стортинг) донео одлуку о раскиду уније са Шведском и свргнуо с престола краља Оскара I који се противио тој одлуци. За новог краља изабран је дански принц Карл под називом Хакон VII.
- 1917 — Британска војска је детонирала 19 амоналских мина испод немачких ровова, усмртивши 10.000 особа у најсмртоноснијој ненуклеарној експлозији коју је изазвао човек.
- 1921 — Отворен први парламент Северне Ирске.
- 1929 — Италијански парламент је ратификовао Латерански споразум, чиме је успостављен Ватикан у Риму.
- 1939 — Краљ Џорџ VI и краљица Елизабета дошли су у посету САД. То је била прва посета британског монарха овој земљи.
- 1942 — Окончана четвородневна битка за пацифичка острва Мидвеј, у којој су Американци нанели први озбиљан пораз Јапанцима у Другом светском рату; Почео је немачки напад на Севастопољ.
- 1948 — Председник Чехословачке Едвард Бенеш поднео оставку, не желећи да потпише нови устав према којем су комунисти преузели власт у земљи.
- 1971 — Совјетски васионски брод Сојуз II спојио се у земљиној орбити са свемирском станицом Саљут 1.
- 1973 — Канцелар Западне Немачке Вили Брант допутовао је у Израел, у прву посету једног западнонемачког лидера овој земљи.
- 1974 — У Ивањици пуштена у рад прва земаљска сателитска станица у Југославији за међуконтиненталне телефонске линије и ТВ програме.
- 1981 — Израелски авиони разорили ирачки нуклеарни реактор „Осирак“ близу Багдада.
- 1983 — Лансирана Венера-16, совјетска аутоматска научно-истраживачка станица (вештачки сателит) намењена за истраживање планете Венере.
- 1988 — У Бангладешу ислам проглашен државном религијом, а јаке полицијске снаге стављене су у стање приправности да би спречиле протесте противника ове одлуке.
- 1990 — Представнички дом америчког Конгреса изгласао забрану продаје компјутера и телекомуникационе опреме Совјетском Савезу док Москва не отпочне преговоре о независности Литваније.
- 1992 — Седам дана након последњег договора о прекиду ватре, борбе на босанско-херцеговачком ратишту су настављене. У Сарајеву су артиљеријски дуели трајали по двадесет сати.
- 1996 — Војна хунта Мјанмара (бивша Бурма) донела је закон којим је онемогућила рад Националне лиге за демократију, главне опозиционе партије под вођством Аунг Сан Су Цхи, добитнице Нобелове награде за мир.
- 1998 — Јаке полицијске снаге Републике Србије растуриле су у Приштини протесте косовских Албанаца који су 57. дан узастопно протестовали против српских власти под мотом „Косово-највећи затвор на свету“.
- 1999 — У Индонезији одржани демократски парламентарни избори, први пут након 40 година.
- 2000 — У Коломбу, главном граду Шри Ланке погинуле 22 особе, међу којима и један министар, а око 600 је рањено када је бомбаш-самоубица активирао експлозив на прослави Дана ратних хероја у том граду.
- 2001 — Бивши аргентински председник Карлос Менем стављен је у кућни притвор, због наводне трговине оружјем. Шест месеци касније укинут му је притвор у недостатку доказа да је био на челу те илегалне трговине.
- 2011 — У Приштини су запаљена два возила Еулекса.

## Рођења
- 1848 — Пол Гоген, француски сликар, један од најзначајнијих представника постимпресионизма. (прем. 1903)[1]
- 1877 — Чарлс Гловер Баркла, британски физичар, добитник Нобелове награде за физику (1917). (прем. 1944)[2]
- 1896 — Имре Нађ, мађарски политичар, премијер Мађарске у два наврата. (прем. 1958)[3]
- 1900 — Родољуб Чолаковић, југословенски комунистички револуционар и књижевник. (прем. 1983)[4]
- 1909 — Џесика Танди, енглеско-америчка глумица. (прем. 1994)[5]
- 1917 — Дин Мартин, амерички певач, глумац и комичар. (прем. 1995)[6]
- 1933 — Слободан Селенић, српски књижевник, драматург и књижевни критичар. (прем. 1995)[7]
- 1940 — Том Џоунс, велшки певач.[8]
- 1941 — Станислава Пешић, српска глумица. (прем. 1997)[9]
- 1949 — Драган Александрић, српски композитор и аранжер.[10]
- 1952 — Лијам Нисон, северноирски глумац.[11]
- 1952 — Орхан Памук, турски писац и сценариста, добитник Нобелове награде за књижевност (2006).[12]
- 1955 — Вилијам Форсајт, амерички глумац.[13]
- 1958 — Принс, амерички музичар, музички продуцент, плесач и глумац. (прем. 2016)[14]
- 1959 — Мајк Пенс, амерички политичар, 48. потпредседник САД.[15]
- 1960 — Светлана Китић, српска рукометашица.[16]
- 1960 — Марина Немет, хрватска глумица. (прем. 2010)[17]
- 1960 — Динко Туцаковић, босанскохерцеговачко-српски редитељ, сценариста, критичар и историчар филма. (прем. 2013)[18]
- 1961 — Давор Сучић, босанскохерцеговачки музичар, музички продуцент, глумац и редитељ.[19]
- 1961 — Владимир Срдић, српски академик и дописни члан Српске академије наука и уметности.[20]
- 1965 — Дејмијен Херст, енглески уметник.[21]
- 1970 — Кафу, бразилски фудбалер.[22]
- 1972 — Карл Ербан, новозеландски глумац.[23]
- 1974 — Махеш Бупати, индијски тенисер.[24]
- 1974 — Бер Грилс, северноирски авантуриста.[25]
- 1975 — Ален Ајверсон, амерички кошаркаш.[26]
- 1976 — Мирсад Туркџан, турски кошаркаш.[27]
- 1977 — Ивана Јордан, српска певачица.[28]
- 1978 — Тамара Крцуновић, српска глумица.[29]
- 1979 — Ана Торв, аустралијска глумица.[30]
- 1981 — Ана Курњикова, руска тенисерка и модел.[31]
- 1982 — Вукашин Мандић, српски кошаркаш.[32]
- 1985 — Дејан Лекић, српски фудбалер.[33]
- 1988 — Милан Лучић, канадски хокејаш.[34]
- 1988 — Јекатерина Макарова, руска тенисерка.[35]
- 1990 — Иги Азејлија, аустралијска музичарка.[36]
- 1991 — Емили Ратајковски, амерички модел и глумица.[37]
- 1992 — Франка Бателић, хрватска певачица.[38]
- 1995 — Маки Бањак, камерунски фудбалер.[39]
- 1997 — Александра Вукајловић, српска рукометашица.[40]
- 1999 — Ранко Симовић, српски кошаркаш.[41]

## Смрти
- 1848 — Висарион Григоријевич Бјелински, руски књижевни критичар и филозоф. (рођ. 1811)[42]
- 1937 — Џин Харлоу, америчка глумица. (рођ. 1911)[43]
- 1954 — Алан Тјуринг, енглески математичар, логичар и криптограф; пионир рачунарства. (рођ. 1912)[44]
- 1965 — Џуди Холидеј, америчка глумица, комичарка и певачица. (рођ. 1921)[45]
- 1966 — Ханс Арп, немачко-француски сликар, вајар и песник. (рођ. 1886)[46]
- 1970 — Е. М. Форстер, енглески писац. (рођ. 1879)[47]
- 1978 — Роналд Џорџ Рејфорд Нориш, енглески хемичар, добитник Нобелове награде за хемију (1967). (рођ. 1897)[48]
- 1980 — Хенри Милер, амерички књижевник. (рођ. 1891)[49]
- 1993 — Дражен Петровић, хрватски кошаркаш. (рођ. 1964)[50]
- 2015 — Кристофер Ли, енглески глумац и певач. (рођ. 1922)[51]
- 2016 — Стивен Кеши, нигеријски фудбалер и фудбалски тренер. (рођ. 1962)[52]

## Празници и дани сећања
- Српска православна црква слави:
  - Треће обретеније главе светог Јована Крститеља
  - Свештеномученика Терапонта - епископа кипарског
  - Свете мученике Пасикрата, Валентиона, Јулија и друге